# 1472
Il 1472 (MCDLXXII in numeri romani) è un anno bisestile del XV secolo.

## Eventi
- Viene fondato in questo anno il Monte dei Paschi di Siena, attualmente la più antica banca tuttora funzionante. In precedenza, istituzioni di questo tipo erano state già fondate ma nessuna è pervenuta in attività ai nostri giorni.
- Viene inaugurato il Museo Capitolino, il primo museo fondato in Italia.
- Ivan III il Grande sposa Sofia, la nipote dell'ex imperatore di Costantinopoli.
- Gli esploratori portoghesi giungono alle isole africane di Príncipe e Annobón.

## Nati
- 24 gennaio - Guidobaldo da Montefeltro, condottiero e duca italiano († 1508)
- 15 febbraio - Piero il Fatuo, politico e militare italiano († 1503)
- 28 marzo - Fra Bartolomeo, pittore italiano († 1517)
- 31 marzo - Pietro di Aragona, principe italiano († 1491)
- 5 aprile - Bianca Maria Sforza, nobile italiana († 1510)
- 26 maggio - Juan Pardo de Tavera, cardinale e arcivescovo cattolico spagnolo († 1545)
- 31 maggio - Eberhard von der Mark, cardinale e vescovo cattolico tedesco († 1538)
- 10 luglio - Maddalena Gonzaga, nobile italiana († 1490)
- 11 agosto - Niccolò Schomberg, cardinale e arcivescovo cattolico italiano († 1537)
- 10 settembre - Niccolò di Piero Capponi, politico italiano († 1529)
- 1º ottobre - Filippo Beroaldo il Giovane, umanista e bibliotecario italiano († 1518)
- 19 ottobre - Giovanni Luigi di Nassau-Saarbrücken, sovrano tedesco († 1545)
- 31 ottobre - Wang Shouren, filosofo e funzionario cinese († 1529)
- 22 novembre - Pietro Torrigiano, scultore e medaglista italiano († 1528)
- 7 dicembre - Antongaleazzo Bentivoglio, italiano († 1525)
- 10 dicembre - Anne de Mowbray, VIII contessa di Norfolk, nobile britannica († 1481)
- Louis d'Armagnac, generale francese († 1503)
- Carlo Bembo, nobile († 1503)
- Bianca di Monferrato, nobile italiana († 1519)
- Girolamo Bonsignori, pittore italiano († 1529)
- Pedro Luis de Borja Llançol de Romaní, cardinale spagnolo († 1511)
- Roberto Boschetti, condottiero italiano († 1529)
- Bernardino Carafa, patriarca cattolico italiano († 1505)
- Giovanni Corsi, umanista e diplomatico italiano († 1547)
- Lucas Cranach il Vecchio, pittore e incisore tedesco († 1553)
- Federico Crisogono, astronomo e matematico italiano († 1538)
- Elena Duglioli, mistica italiana († 1520)
- Marcantonio Epicuro, poeta e commediografo italiano († 1555)
- Lazzaro Grimaldi, pittore italiano
- Esteban Gabriel Merino, cardinale e patriarca cattolico spagnolo († 1535)
- Alfonsina Orsini, sovrana italiana († 1520)
- Raffaello Petrucci, cardinale e vescovo cattolico italiano († 1522)
- Ludovico I Pico, nobile e condottiero italiano († 1509)
- Ramathibodi II, sovrano siamese († 1529)
- Christoph Schappeler, religioso svizzero († 1551)
- Simonino di Trento, italiano
- Battista Spinola, doge († 1539)
- Carlotta di Rethel, nobile francese († 1500)

## Morti
- 29 febbraio - Antonia da Firenze, religiosa e badessa italiana
- 27 marzo - Janus Pannonius, vescovo cattolico, poeta e umanista ungherese (n. 1434)
- 30 marzo - Amedeo IX di Savoia, nobile (n. 1435)
- 9 aprile - Lampugnino Birago, politico, militare e umanista italiano
- 25 aprile - Leon Battista Alberti, architetto, scrittore e matematico italiano (n. 1404)
- 12 maggio - Carlo di Valois, nobile francese (n. 1446)
- 30 maggio - Giacometta di Lussemburgo, nobile francese
- 4 giugno - Acolmiztli Nezahualcóyotl, poeta (n. 1402)
- 7 luglio - Battista Sforza, contessa (n. 1446)
- 15 luglio - Giovanni II di Nassau-Saarbrücken, sovrano tedesco (n. 1423)
- 25 luglio - Gastone IV di Foix, conte (n. 1422)
- 11 agosto - János Vitéz, arcivescovo cattolico, umanista e cardinale ungherese (n. 1408)
- 1º settembre - Elisabetta Maria Sforza, marchesa (n. 1456)
- 11 settembre - Giovanni Arnolfini, mercante e mecenate italiano
- 7 ottobre - Michelozzo, scultore e architetto italiano (n. 1396)
- 18 novembre - Bessarione, cardinale, umanista e filosofo bizantino (n. 1403)
- 28 novembre - Giovanni Buccelleni, vescovo cattolico italiano (n. 1382)
- 30 dicembre - Giovanni Matteo Ferrari da Grado, medico italiano
- Carlo IV d'Angiò, nobile (n. 1414)
- Leonardo Dati, umanista, poeta e vescovo cattolico italiano (n. 1408)
- Jost Dotzinger, architetto e scultore tedesco
- Facino Stefano Ghilini, monaco cristiano, abate e vescovo cattolico italiano
- Jean Miélot, scrittore, traduttore e presbitero francese
- Eleanor Neville, nobildonna inglese
- Aldobrandino II Orsini, condottiero italiano
- Hans Pleydenwurff, pittore tedesco
- Niccolò Soderini, politico italiano (n. 1402)
- Jean du Fay, matematico francese (n. 1397)

## Calendario
| Calendario 1472 | Calendario 1472 | Calendario 1472 | Calendario 1472 | Calendario 1472 | Calendario 1472 | Calendario 1472 | Calendario 1472 | Calendario 1472 | Calendario 1472 | Calendario 1472 | Calendario 1472 | Calendario 1472 | Calendario 1472 | Calendario 1472 | Calendario 1472 | Calendario 1472 | Calendario 1472 | Calendario 1472 | Calendario 1472 | Calendario 1472 | Calendario 1472 | Calendario 1472 | Calendario 1472 | Calendario 1472 | Calendario 1472 | Calendario 1472 | Calendario 1472 | Calendario 1472 | Calendario 1472 | Calendario 1472 | Calendario 1472 | Calendario 1472 |
| --------------- | --------------- | --------------- | --------------- | --------------- | --------------- | --------------- | --------------- | --------------- | --------------- | --------------- | --------------- | --------------- | --------------- | --------------- | --------------- | --------------- | --------------- | --------------- | --------------- | --------------- | --------------- | --------------- | --------------- | --------------- | --------------- | --------------- | --------------- | --------------- | --------------- | --------------- | --------------- | --------------- |
|                 | 1               | 2               | 3               | 4               | 5               | 6               | 7               | 8               | 9               | 10              | 11              | 12              | 13              | 14              | 15              | 16              | 17              | 18              | 19              | 20              | 21              | 22              | 23              | 24              | 25              | 26              | 27              | 28              | 29              | 30              | 31              |                 |
| Gennaio         | Me              | Gi              | Ve              | Sa              | Do              | Lu              | Ma              | Me              | Gi              | Ve              | Sa              | Do              | Lu              | Ma              | Me              | Gi              | Ve              | Sa              | Do              | Lu              | Ma              | Me              | Gi              | Ve              | Sa              | Do              | Lu              | Ma              | Me              | Gi              | Ve              |                 |
| Febbraio        | Sa              | Do              | Lu              | Ma              | Me              | Gi              | Ve              | Sa              | Do              | Lu              | Ma              | Me              | Gi              | Ve              | Sa              | Do              | Lu              | Ma              | Me              | Gi              | Ve              | Sa              | Do              | Lu              | Ma              | Me              | Gi              | Ve              | Sa              |                 |                 |                 |
| Marzo           | Do              | Lu              | Ma              | Me              | Gi              | Ve              | Sa              | Do              | Lu              | Ma              | Me              | Gi              | Ve              | Sa              | Do              | Lu              | Ma              | Me              | Gi              | Ve              | Sa              | Do              | Lu              | Ma              | Me              | Gi              | Ve              | Sa              | Do              | Lu              | Ma              |                 |
| Aprile          | Me              | Gi              | Ve              | Sa              | Do              | Lu              | Ma              | Me              | Gi              | Ve              | Sa              | Do              | Lu              | Ma              | Me              | Gi              | Ve              | Sa              | Do              | Lu              | Ma              | Me              | Gi              | Ve              | Sa              | Do              | Lu              | Ma              | Me              | Gi              |                 |                 |
| Maggio          | Ve              | Sa              | Do              | Lu              | Ma              | Me              | Gi              | Ve              | Sa              | Do              | Lu              | Ma              | Me              | Gi              | Ve              | Sa              | Do              | Lu              | Ma              | Me              | Gi              | Ve              | Sa              | Do              | Lu              | Ma              | Me              | Gi              | Ve              | Sa              | Do              |                 |
| Giugno          | Lu              | Ma              | Me              | Gi              | Ve              | Sa              | Do              | Lu              | Ma              | Me              | Gi              | Ve              | Sa              | Do              | Lu              | Ma              | Me              | Gi              | Ve              | Sa              | Do              | Lu              | Ma              | Me              | Gi              | Ve              | Sa              | Do              | Lu              | Ma              |                 |                 |
| Luglio          | Me              | Gi              | Ve              | Sa              | Do              | Lu              | Ma              | Me              | Gi              | Ve              | Sa              | Do              | Lu              | Ma              | Me              | Gi              | Ve              | Sa              | Do              | Lu              | Ma              | Me              | Gi              | Ve              | Sa              | Do              | Lu              | Ma              | Me              | Gi              | Ve              |                 |
| Agosto          | Sa              | Do              | Lu              | Ma              | Me              | Gi              | Ve              | Sa              | Do              | Lu              | Ma              | Me              | Gi              | Ve              | Sa              | Do              | Lu              | Ma              | Me              | Gi              | Ve              | Sa              | Do              | Lu              | Ma              | Me              | Gi              | Ve              | Sa              | Do              | Lu              |                 |
| Settembre       | Ma              | Me              | Gi              | Ve              | Sa              | Do              | Lu              | Ma              | Me              | Gi              | Ve              | Sa              | Do              | Lu              | Ma              | Me              | Gi              | Ve              | Sa              | Do              | Lu              | Ma              | Me              | Gi              | Ve              | Sa              | Do              | Lu              | Ma              | Me              |                 |                 |
| Ottobre         | Gi              | Ve              | Sa              | Do              | Lu              | Ma              | Me              | Gi              | Ve              | Sa              | Do              | Lu              | Ma              | Me              | Gi              | Ve              | Sa              | Do              | Lu              | Ma              | Me              | Gi              | Ve              | Sa              | Do              | Lu              | Ma              | Me              | Gi              | Ve              | Sa              |                 |
| Novembre        | Do              | Lu              | Ma              | Me              | Gi              | Ve              | Sa              | Do              | Lu              | Ma              | Me              | Gi              | Ve              | Sa              | Do              | Lu              | Ma              | Me              | Gi              | Ve              | Sa              | Do              | Lu              | Ma              | Me              | Gi              | Ve              | Sa              | Do              | Lu              |                 |                 |
| Dicembre        | Ma              | Me              | Gi              | Ve              | Sa              | Do              | Lu              | Ma              | Me              | Gi              | Ve              | Sa              | Do              | Lu              | Ma              | Me              | Gi              | Ve              | Sa              | Do              | Lu              | Ma              | Me              | Gi              | Ve              | Sa              | Do              | Lu              | Ma              | Me              | Gi              |                 |